# 瓦利維尤 (伊利諾伊州)
瓦利維尤（英語：Valley View）是位於美國伊利諾伊州凱恩縣的一個非建制地區。該地的面積和人口皆未知。

## 地理
瓦利維尤的座標為41°57′56″N 88°17′56″W / 41.96556°N 88.29889°W，而該地的平均海拔高度為250米（即820英尺）。